# Maisie Renault
Pour les articles homonymes, voir Renault (homonymie).
Maisie Renault, née à Vannes en 1907, morte en 2003, est une résistante française, membre du réseau Confrérie Notre-Dame où elle est chargée du tri des informations, et de la transcription des messages codés. Arrêtée en 1942, elle est déportée au camp de concentration de Ravensbrück. Libérée en 1945, elle écrit ses souvenirs de déportation. Son livre de témoignage La Grande Misère, publié en 1948, reçoit le grand prix Vérité.

## Biographie

### Jeunesse
May Renault, dite Maisie Renault, naît à Vannes le 13 décembre 1907. Elle est la fille de Léon Renault, professeur de philosophie et d'anglais puis inspecteur général d'une compagnie d'assurances. Par sa mère Marie Decker, elle est la petite-fille du compositeur Théodore Decker. Maisie Renault a neuf frères et sœurs, parmi lesquels Gilbert Renault, le « colonel Rémy ».
Son père étant mort en 1925, lorsqu'elle a dix-sept ans, Maisie Renault choisit de renoncer aux études pour aider sa mère à éduquer ses plus jeunes frères et sœurs. Elle travaille à la succursale de la Banque de France à Vannes et s'initie à la comptabilité. Elle accompagne brièvement son frère Gilbert au Gabon, puis revient à Vannes comme comptable dans une coopérative agricole et se consacre à aider à l'éducation de ses plus jeunes frères et sœurs.

### Résistance
En décembre 1940, Maisie Renault insiste pour rejoindre le réseau fondé par son frère Gilbert, la Confrérie Notre-Dame, qui est « considéré comme le plus important réseau de renseignements de la France Libre ». Elle intègre en décembre 1941 le quartier général parisien, dans un appartement rue Madame,.
Chargée du secrétariat du réseau, elle trie les informations reçues en vue d'être transmises à Londres, les classe par ordre d'importance, les transcrit en langage codé et les communique aux opérateurs radio communiquant avec Londres. Mais le réseau est infiltré par des collaborateurs. Des premières arrestations ont lieu début juin 1942, mais elle décide de rester à Paris pour couvrir son frère. Elle est arrêtée par la Gestapo le 13 juin 1942, en même temps que sa sœur Madeleine, elle aussi résistante. Elle réussit à ne pas parler lors des interrogatoires, ce qui permet la survie du réseau,.

### Déportation

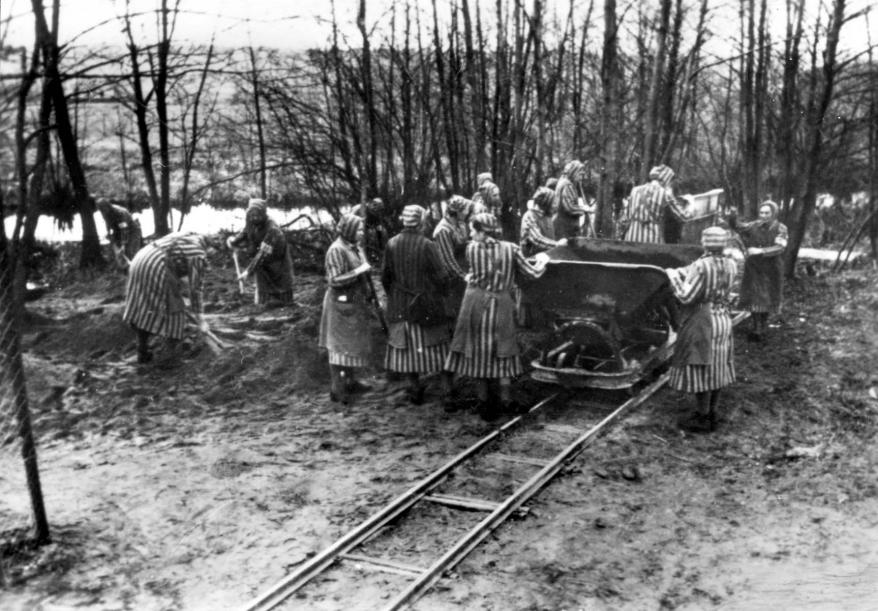
Arrêtée, torturée, elle est ensuite déportée à Ravensbrück en août 1944. Elle en décrira l'horreur dans la Grande misère.

D'abord enfermée à la prison de la Santé, elle est ensuite mise au secret à Fresnes jusqu'en mars 1943, puis au fort de Romainville, ensuite à Compiègne où elle fait la connaissance de la mère de Germaine Tillion, enfin de nouveau à Romainville à partir de février 1944. Le 15 août 1944, elle et sa jeune sœur, Isabelle, partent en train de déportation pour l'Allemagne (« convoi des 57000 »), au camp de Ravensbrück où elles arrivent le 21 août. Elle croyait avoir déjà connu le pire, mais elle subit alors huit mois de douleurs inimaginables. Elle fait partie des dix-sept survivants de son convoi de 550 personnes. À la libération du camp le 22 avril 1945, elle et sa sœur sont prises en charge par la Croix-Rouge et emmenées au Danemark puis en Suède, qu'elles quittent en juillet 1945 pour revenir à Paris, où elles retrouvent leur frère Gilbert,.

### Témoignages
Après avoir reçu les soins médicaux nécessités par son état de santé, elle commence à écrire ses souvenirs de déportation.
Maisie Renault reçoit la Légion d'honneur, la croix de guerre et la médaille de la Résistance.
C'est à Arradon dans le Morbihan qu'elle termine en août 1947 la rédaction de ses souvenirs. Elle demande à son frère Gilbert de l'ordonner en chapitres, mais celui-ci, ému, préfère laisser le livre tel quel. Il parait en 1948 aux éditions Chavanne sous le titre La Grande Misère. Le livre défraye alors la chronique et reçoit le « prix Vérité »,,.
Elle retourne à Vannes en 1959, et travaille dans une coopérative agricole, jusqu'à sa retraite. Elle continue à témoigner, comme par le texte Au pays de la mort diffusé en 1999 dans les écoles du Morbihan.
En 2002, elle est promue au grade de commandeur dans l'ordre de la Légion d'honneur.
Elle meurt l'année suivante, en 2003.
Une nouvelle édition de ses souvenirs paraît en 2015, avec introduction et notes de l'historien Christian Delporte,.

## Distinctions
- Commandeur de la Légion d'honneur le 15 février 2002[6]
- Croix de guerre 1939-1945 avec deux citations[13]
- Médaille de la Résistance française par décret du 31 mars 1947, sous le nom de « May Renault »[14]
- Grand prix Vérité (1948)

## Œuvres
- La Grande Misère, éditions Chavanne, 1948 ; prix Vérité 1948 ; — réédition, Flammarion, 2015, avec introduction et notes de Christian Delporte.

## Sources
- « Maisie Renault, résistante française », sur evene.lefigaro.fr, Le Figaro (consulté le 28 novembre 2015).
- Paul-François Paoli, « La Grande Misère, survivre à Ravensbrück », sur www.lefigaro.fr, Le Figaro, 7 janvier 2015 (consulté le 28 novembre 2015).
- « Au pays de la mort », sur www.resistances-morbihan.fr (consulté le 28 novembre 2015).
- Christian Delporte, « Introduction », dans Maisie Renault, La Grande Misère, Paris, Flammarion, 2015 [extraits en ligne].
- (en) « 'La grande misère': the story behind the story », Western Washington University, 21 février 2014 (consulté le 15 avril 2016).
- « Des femmes dans la Résistance en Morbihan : les oubliées de l'histoire – Maisie Renault » [PDF], Fondation de la Résistance (consulté le 15 avril 2016), p. 2-3.